# Росас, Хуан Мануэль де
Хуа́н Мануэ́ль Хосе́ Доми́нго Орти́с де Ро́сас-и-Ло́пес-де-Осо́рнио (исп. Juan Manuel José Domingo Ortiz de Rosas y López de Osornio; 30 марта 1793, Буэнос-Айрес — 14 марта 1877, Саутгемптон) — аргентинский военный и политический деятель, генерал-капитан (губернатор) Буэнос-Айреса с 8 декабря 1829 по 17 декабря 1832 года (1-й раз) и с 13 апреля 1835 по 3 февраля 1852 года (2-й раз), фактический диктатор-каудильо Аргентинской конфедерации до своего свержения и бегства в 1852 году.

## Биография
Родился в семье собственника эстансии, принадлежавшей к верхушке колониального общества. В 1806 году в тринадцатилетнем возрасте принял участие в отражении британского вторжения в Ла-Плату. Во время сражения он подносил боеприпасы к орудию и заслужил благодарность командования за «свою храбрость, достойную дела, которое защищается».
Затем Росас занялся разведением и продажей скота; в 1815 году он с двумя компаньонами создал предприятие по засолке мяса и переработке продуктов животноводства. Чтобы обеспечить свою безопасность, он решил подчинить своему влиянию гаучо (пастухов). Позднее он вспоминал: «Я должен был стать таким же гаучо, как они, говорить как они, научиться делать то, что умеют делать они, сделаться их доверенным лицом, защитником их интересов, — одним словом, — не жалеть ни труда, ни средств для завоевания еще большего их доверия». К 1820 году у него были эстансии с огромным количеством скота и тысячами пеонов.
Но в 1820 году началась гражданская война в Аргентине между властями провинций и центральными властями. Росас одел и вооружил за свой счет 500 пеонов, которые присоединились к армии провинции Буэнос-Айрес в качестве пятого кавалерийского полка. Он получил звание полковника и был отмечен как реставратор порядка и законности.
Затем Росас выступил против правительства Ривадавии. После отставки Ривадавии в 1827 году страна вновь оказалась без центральной власти. Росас стал главнокомандующим сельского ополчения Буэнос-Айреса и, опираясь на верных ему гаучо, начал партизанскую войну против губернатора Буэнос-Айреса Лавалье. При поддержке войск Э. Лопеса Росас разбил силы Лавалье, что открыло ему путь к власти. 6 декабря 1829 года Росас был назначен губернатором Буэнос-Айреса и наделен чрезвычайными полномочиями. Он выступил лидером федералистов в борьбе с унитариями. В 1831 году был подписан Федеральный пакт, который положил начало существованию Аргентинской конфедерации. Провинции предоставили Росасу полномочия вести внешнюю политику, объявлять войну и заключать мир от имени конфедерации.
В конце 1832 года истекал срок чрезвычайных полномочий Росаса, который настаивал на их продлении. Однако Росаса переизбрали губернатором, но без предоставления чрезвычайных полномочий. После этого он ушел в отставку и занялся подготовкой похода против арауканов в Патагонии. В результате этого похода с середины 1833 года по середину 1834 года были захвачены территории площадью 100 тыс. км² и Росас приобрёл большую популярность. В награду он получил обширные владения на завоеванных землях, которые он обменял на земли ближе к Буэнос-Айресу.
7 марта 1835 года Росаса вновь избрали губернатором Буэнос-Айреса с чрезвычайными полномочиями. К своим официально осуществляемым функциям главы Аргентины во внешнеполитических делах Росас вскоре прибавил право интервенции в провинции: от мирного увещевания губернатора «провинившейся» провинции до вооруженного вмешательства.
В этот период в Аргентине был учрежден настоящий культ личности Росаса. В его честь месяц октябрь был переименован в месяц Росас. День рождения диктатора (30 мая) был объявлен национальным праздником. Ни одно публичное выступление не обходилось без ссылок на его высказывания или панегирика его «славным деяниям».
Значение Росаса ослабело лишь вследствие его вмешательства в гражданскую войну в Уругвае, что вовлекло его в конфликт с Францией и Великобританией. Франция 28 марта 1838 года начала блокаду Аргентины. Но эта блокада, наносившая значительный урон британской торговле, вызвала недовольство Великобритании, под нажимом которой французское правительство вступило в переговоры с Аргентиной, которые завершились подписанием 23 октября 1840 года конвенции о прекращении блокады. Это развязало Росасу руки для борьбы со своими внутренними противниками. В октябре 1840 года верная Росасу организация «масорка» начала террор: многие противники Росаса были убиты, похищены или заключены в тюрьму, их собственность была конфискована.
В 1843 году притязания Росаса на Уругвай вновь встретили сопротивление со стороны Великобритании и Франции, которые 22 сентября 1845 года объявили блокаду Буэнос-Айреса. Но эта блокада оказалась неэффективной и Великобритания и Франция начали переговоры с Росасом об урегулировании конфликта, которые завершились подписанием 24 ноября 1849 года мирного договора с Великобританией на достаточно выгодных для Аргентины условиях. 31 августа 1850 года был заключен аналогичный договор с Францией.
Однако урегулирование конфликта с европейскими державами не принесло Аргентине спокойствия, поскольку продолжалась гражданская война в Уругвае, где сталкивались интересы Аргентины и Бразилии. В октябре 1850 года Бразилия разорвала отношения с Аргентиной и 25 декабря 1850 года заключила союз с Парагваем, независимость которого Росас не признавал. В это время от Росаса отпали входившие в Аргентинскую конфедерацию провинции Корриентес и Энтре-Риос, которые 8 июля 1851 года подписали союзный договор с Бразилией и Парагваем, направленный против Росаса. Возникшая по этому поводу война поглотила все внимание Росаса.
В 1852 году Росас был разбит в сражении при Касеросе под Буэнос-Айресом губернатором провинции Энтре-Риос Хусто Хосе де Уркиса-и-Гарсия, которого поддержали Бразилия и Уругвай. После этого Росас бежал в Великобританию. Временное правительство, образованное Уркисой, конфисковало принадлежавшие Росасу обширные имения и громадные стада скота, а сам Росас был в 1861 году заочно приговорён к смертной казни; впоследствии, впрочем, ему удалось вернуть часть своих владений.

## Образ в литературе
Эпоха Росаса и борьба против него — один из главных эпизодов национальной истории и коллективной мифологии аргентинцев, это сквозная тема аргентинской словесности, а затем кино и т. д. Свой вклад в разработку темы внесли Хосе Мармоль (роман Амалия, 1851—1855), а век спустя — Хорхе Луис Борхес (стихи и проза) и Эрнесто Сабато.
На фоне событий, связанных с диктатурой Росаса в Аргентине и борьбой с ней разворачивается действие приключенческого романа французского писателя Гюстава Эмара (1818—1883) «Росас».
Чарльз Дарвин, познакомившийся с Росасом в 1832 году, описал его характер и историю первых сорока лет жизни в книге «Путешествие натуралиста вокруг света на корабле „Бигль“».